# Приходько, Сергей Эдуардович
Серге́й Эдуа́рдович Прихо́дько (12 января 1957, Москва — 26 января 2021, Москва) — российский государственный деятель, дипломат. Курировал вопросы международного сотрудничества кабинета министров России.
Первый заместитель руководителя Аппарата Правительства Российской Федерации (с 18 мая 2018 по 21 января 2020 и с 2012 по 2013 год). 
С 2013 по 2018 год — заместитель председателя Правительства Российской Федерации — руководитель Аппарата Правительства Российской Федерации.
С 2004 по 2012 год — помощник президента Российской Федерации, С 1999 по 2004 год — начальник Управления президента Российской Федерации по внешней политике, с 1998 по 2004 год — заместитель руководителя Администрации президента Российской Федерации.

## Биография
Сергей Эдуардович Приходько родился 12 января 1957 года в Москве. Его отец работал в Военной академии бронетанковых войск ВС СССР в Москве, мать была научным сотрудником Центрального научно-исследовательского института чёрной металлургии имени И. П. Бардина (Москва).
В 1980 году окончил Московский государственный институт международных отношений МИД СССР. Во время учёбы проходил стажировку в пражской Высшей школе экономики (Чехословацкая Социалистическая Республика (ЧССР)). После окончания института находился на дипломатической работе в Посольстве Советского Союза в ЧССР.
Скончался 26 января 2021 года в Москве в возрасте шестидесяти четырёх лет (от бокового амиотрофического склероза). Похоронен на Троекуровском кладбище.

### Должности
В 1980—1985 годах был дежурным референтом и атташе Посольства Советского Союза в Чехословацкой Социалистической Республике (ЧССР).
В 1986—1987 годах — атташе, третий секретарь управления социалистических стран Европы МИД СССР.
В 1992—1993 годах — второй секретарь, первый секретарь Посольства Российской Федерации в Чехии.
В 1993—1997 годах — заведующий отделом Балтии, начальник отдела, заместитель директора европейского департамента МИД Российской Федерации.
С 9 апреля 1997 года — помощник президента Российской Федерации.
С 11 сентября 1998 года — чрезвычайный и полномочный посланник 1 класса.
С 14 сентября 1998 года — заместитель руководителя Администрации президента Российской Федерации. Со 2 февраля 1999 года — заместитель руководителя Администрации Президента РФ — начальник Управления Президента Российской Федерации по внешней политике. С 17 июня 1999 года — чрезвычайный и полномочный посол.
В апреле 2003 года Приходько был избран председателем Совета директоров Корпорации «Тактическое ракетное вооружение» (КТРВ) (создана в 2002 году на базе научно-производственного центра «Звезда-Стрела»), а в сентябре того же года — членом Совета директоров ОАО «Авиационная холдинговая компания „Сухой“».
С 26 марта 2004 года — помощник президента Российской Федерации. На новом посту он по-прежнему обеспечивал деятельность главы государства в сфере международных отношений и координировал деятельность управления по внешней политике, которое возглавил его бывший заместитель и однокурсник в МГИМО Александр Манжосин.
В октябре 2004 года Приходько был избран главой Совета директоров ОАО «ТВЭЛ» — одного из крупнейших в мире производителей уранового топлива, правда уже в мае 2005 года новым председателем правления компании стал глава Администрации Президента РФ Сергей Собянин.
В 2006 году Приходько участвовал в подготовке 32-го саммита G8 («большой восьмёрки»), прошедшего под председательством России.
В декабре 2007 года президент России В. В. Путин подписал указ о создании оргкомитета по подготовке форума «Азиатско-тихоокеанское экономическое сотрудничество» в 2012 году, и назначил Приходько председателем оргкомитета.
13 мая 2008 года президент России Д. А. Медведев своим указом назначил Приходько одним из шести помощников президента РФ.
С 21 мая 2012 года — первый заместитель руководителя Аппарата Правительства Российской Федерации.
С 9 мая 2013 года — временно исполняющий обязанности руководителя Аппарата Правительства Российской Федерации. С 22 мая 2013 года по 18 мая 2018 года — заместитель председателя Правительства Российской Федерации и руководитель Аппарата Правительства Российской Федерации.
В ноябре 2014 года президент России Владимир Путин назначил Приходько председателем оргкомитета Петербургского международного экономического форума (ПМЭФ). C этого момента организация форума осуществляется на уровне Аппарата Правительства Российской Федерации, а не Министерства экономического развития РФ, как это было ранее.
18 мая 2018 года был назначен первым заместителем главы Аппарата Правительства Российской Федерации, сменив на этом посту Максима Акимова.
С 29 января 2020 года — помощник премьер-министра Михаила Мишустина.

### Деятельность
13 октября 2010 года в ответ на запись в «Твиттере» губернатора Тверской области Дмитрия Зеленина о живых дождевых червях в салате, поданном тому на официальном приёме в Кремле, Сергей Приходько заявил: «К счастью, я занимаюсь вопросами внешней политики, но должен был бы, наверное, порекомендовать своим коллегам-юристам ввести в формулировки по оценке деятельности губернаторов такую статью, как „увольнение по слабоумию“».
Ряд источников называли Приходько одним из наиболее влиятельных чиновников в администрации президента: именно он якобы принимал наиболее важные решения при контактах с иностранными правительствами и фактически управлял действиями российского МИДа, формируя всю российскую внешнюю политику.
Газета The Telegraph в 2018 году отметила, что в августе 2016 года состоялась неформальная встреча Сергея Приходько и Олега Дерипаски, через месяц после того, как Пол Манафорт, на тот момент руководивший избирательной кампанией президента США Дональда Трампа, предложил «частные брифинги» Дерипаске. Хотя фамилия Трампа в видеофрагментах не упоминается, сам факт неформальной встречи российских чиновника и миллиардера, во время которой обсуждаются отношения России и США, у сотрудников газеты Тelegraph вызвал дополнительные вопросы о возможном сговоре с правительством Путина.

### Личная жизнь
Был женат на Наталье Серафимовне Приходько, сестра которой является женой С. В. Ястржембского. У них две дочери — Светлана и Наталья.
Иван Садчиков, зять Сергея Приходько, владеет альпийским шале площадью 12 соток во французском альпийском городе Межев на границе со Швейцарией. Согласно документам французского реестра недвижимости, стоимость шале равна как минимум 2,1 млн евро или примерно 156 млн рублей.
Владел чешским, французским и английским языками. Увлекался рыбалкой и охотой.

## Собственность и доходы
Согласно официальным данным, доход Сергея Приходько за 2011 год составил 6,79 млн рублей, доход его супруги — 6,74 млн рублей. Вместе с супругой Сергею Приходько принадлежат 4 земельных участка общей площадью 5 гектаров, жилой дом площадью 1,6 тыс. м², 4 квартиры, 4 машиноместа, нежилое помещение, баня, 3 легковых автомобиля марок Mercedes-Benz, Toyota Land Cruiser и Audi A6, катер Атлантис.
Согласно официальным декларациям о доходах, жена Приходько в 2015 году заработала больше всех других жён служащих Кремля и кабмина — 119 миллионов рублей.

## Обвинения в коррупции

### 2013 год
В ноябре 2013 года в ряде СМИ были опубликованы результаты одного из расследований Фонда борьбы с коррупцией Алексея Навального, где утверждалось, что Приходько имеет в пользовании незадекларированный участок в дачном кооперативе «Сосны» на берегу реки Истры, недалеко от деревни Лешково Истринского района. По подсчётам ФБК, Приходько, который находится на госслужбе с 1987 года, с 2008 (когда на него был оформлен первый участок) по 2012 год заработал 35,5 миллиона рублей, при этом рыночная стоимость земельного участка без построек составляет около 185 миллионов рублей.
17 февраля 2014 года начальник антикоррупционного управления Администрации президента России Олег Плохой ответил Навальному, что «Семьёй Приходько земельные участки приобретались начиная с 2005 года, строительство жилого дома и бани осуществлялось с 2006 года», а доход супругов Приходько за 2009—2012 годы составил более 60 млн рублей, что, по его словам, достаточно для приобретения и содержания загородной недвижимости.

### 2018 год
8 февраля 2018 года Фонд борьбы с коррупцией выпустил расследование о коррупционной деятельности Сергея Приходько, опубликовав видео под названием «Яхты, олигархи, девочки: охотница на мужчин разоблачает взяточника». Основатель ФБК Алексей Навальный утверждал, что Приходько в течение трёх дней отдыхал в Норвегии на яхте миллиардера Олега Дерипаски Elden, и затем, вероятно, воспользовался его личным самолётом. ФБК обвинил чиновника в завуалированной взятке, назвав данное времяпрепровождение с олигархом скрытой формой коррупции. В фильме Навальный также демонстрирует фотографии недвижимости Приходько и его жены, указывая на тот факт, что их официальных доходов явно недостаточно, чтобы располагать такой недвижимостью, как загородный дом площадью 1580 м² на участке в 2,8 гектара и две квартиры общей площадью 350 м² в престижном жилом здании в Шведском тупике в центре Москвы оценочной стоимостью свыше 1 миллиарда рублей.
По утверждению Навального, в расследовании использовались только открытые источники — в первую очередь, публикации в соцсетях «девушки из эскорт-агентства» Насти Рыбки (наст. имя — Анастасия Вашукевич) и её книга «Дневник по соблазнению миллиардера, или Клон для олигарха». Сама Рыбка обвиняла Дерипаску и Приходьку в групповом изнасиловании и том, что они обходились с ней неподобающим образом.
Сам Приходько в интервью назвал расследование «провокацией», в которой «сумбурно смешано всё возможное и невозможное — от моего друга (то есть Олега Дерипаски) до американского президента Трампа и неизвестного мне лично Манафорта». Он заявил, что хотел бы «ответить Навальному по-мужски», однако не будет подавать в суд на оппозиционера: тому будет «слишком много чести», и «достаточно того, что это сделают другие» (то есть Дерипаска).
В день выхода расследования «эскорт-модель и блогер» Настя Рыбка в своём аккаунте в Instagram предложила Олегу Дерипаске на ней жениться и тем самым спасти её от потери «своей чести и достоинства» — в противном случае она напишет «заявление на изнасилование, групповое», чтобы «он и его друг» на ток-шоу «Пусть говорят» ответили за свои поступки; обстоятельства «изнасилования» и имя «друга» девушка не раскрыла. На следующий день она отказалась от своих слов, назвав их «фейком» и «троллингом тупых баб».
9 февраля 2018 ФБК направил в Следственный комитет и Генпрокуратуру РФ заявление с требованием провести проверку сведений, изложенных в расследовании и касающихся Приходько.

#### Запрет публикации расследования
9 февраля, через день после публикации, Роскомнадзор, на основании решения Усть-Лабинского районного суда Краснодарского края внёс в Единый реестр запрещённых сайтов интернет-адреса расследования на сайте Навального и его видеоверсии на YouTube, а также постановил удалить фотографии истца из уже опубликованных новостей. Определение суда было вынесено по ходатайству в рамках иска Дерипаски к Анастасии Вашукевич (Насте Рыбке) и Александру Кириллову (Алексу Лесли) за публикацию материалов о его личной жизни без разрешения.

## Награды
- Орден Достык II степени (2004, Казахстан)[47][48].
- Орден святого благоверного князя Даниила Московского II степени Русской православной церкви (2007)[49].
- Великий офицер ордена «За заслуги перед Итальянской Республикой» (12 февраля 2010, Италия)[50].
- Медаль «За вклад в создание Евразийского экономического союза» I степени (8 мая 2015, Высший совет Евразийского экономического союза)[51].
- Медаль «За вклад в развитие Евразийского экономического союза» (29 мая 2019, Высший совет Евразийского экономического союза)[52].
- Орден преподобного Сергия Радонежского II степени Русской православной церкви (2017)[53].
- Медаль Столыпина П. А. I степени (31 января 2017) — за большой вклад в решение стратегических задач социально-экономического развития страны и обеспечение деятельности Правительства Российской Федерации[54]

Прочее
- Благодарность Президента Российской Федерации (30 марта 1998) — за активное участие в подготовке Послания Президента Российской Федерации Федеральному Собранию 1998 года[55].
- Благодарность Президента Российской Федерации (30 июля 1999) — за активное участие в реализации плана политического урегулирования конфликта между Союзной Республикой Югославией и НАТО и оказании гуманитарной помощи населению Союзной Республики Югославии[56].
- Благодарность Президента Российской Федерации (12 августа 1999) — за активное участие и подготовке Послания Президента Российской Федерации Федеральному Собранию 1999 года[57].
- Грамота Содружества Независимых Государств (1 июня 2001) — за активную работу по укреплению и развитию Содружества Независимых Государств[58].
- Почётная грамота Президента Российской Федерации (12 января 2010) — за многолетнюю плодотворную работу по обеспечению деятельности Президента Российской Федерации[59].
- Благодарность Президента Российской Федерации (18 января 2010) — за активное участие в подготовке послания Президента Российской Федерации Федеральному Собранию Российской Федерации[60].
- Благодарность Президента Российской Федерации (11 января 2012) — за многолетнюю плодотворную работу по обеспечению деятельности Президента Российской Федерации

## Фильмография
- 2012 — «Путин, Россия и Запад», документальный фильм Би-би-си, содержит интервью с Сергеем Приходько[61].